# Apameia Kibotos
Apameia Kibotos (Απάμεια Κιβωτός) war eine antike Stadt in Phrygien an den Quellen der Flüsse Mäander und Marsyas. Heute heißt die Stadt Dinar und befindet sich in der Provinz Afyonkarahisar in der Türkei.
Antiochos I. gründete die Stadt an der Stelle der älteren Stadt Kelainai neu und benannte sie nach seiner Mutter Apame in Apameia um. 
188 v. Chr. wurde hier der Friede von Apameia zwischen der Römischen Republik und dem Seleukidenreich geschlossen. In der römischen Kaiserzeit war Apameia nach Ephesos der größte Marktort in Kleinasien und Hauptort eines Conventus. In der Spätantike war die Stadt ein Bischofssitz; an diesen knüpft das römisch-katholische Titularbistum Apamea Cibotus an.
Im Bereich des heutigen Stadtgebietes finden sich nur wenige Reste der antiken Bauten, darunter das Theater und Teile des Stadions sowie mehrere Nekropolenfelder. Auf einem Hügel im Osten Dinars liegen hoch über der Stadt die Grundmauern einer frühchristlichen Pfeilerbasilika. Sie könnte in Verbindung stehen mit einer Überlieferung aus frühchristlicher Zeit, die das biblische Gebirge Ararat und damit den Landeplatz der Arche Noah in der Nähe von Apameia Kibotos lokalisiert. Die Überlieferung ist erstmals in den Sibyllinischen Orakeln (1, 261) greifbar. 
Fundstücke aus Apameia sind im Archäologischen Museum Afyonkarahisar ausgestellt.